# Mychajło Nikołajew
Mychajło Ołehowycz Nikołajew (ukr. Михайло Олегович Ніколаєв; ur. 18 maja 1983) – ukraiński zapaśnik startujący w stylu klasycznym. Zajął siódme miejsce na mistrzostwach świata w 2005. Wicemistrz Europy w 2006.  
Wojskowy wicemistrz świata w 2005. Trzeci w Pucharze Świata w 2005. Trzeci na MŚ juniorów w 2003 roku.